# Ngày

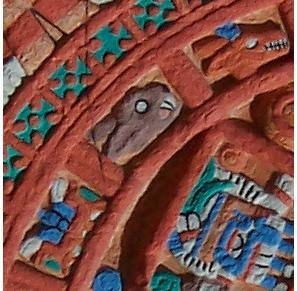
Nước, Thỏ và Hươu: ba trong 20 biểu tượng ngày trong lịch Aztec, từ đá lịch Aztec.

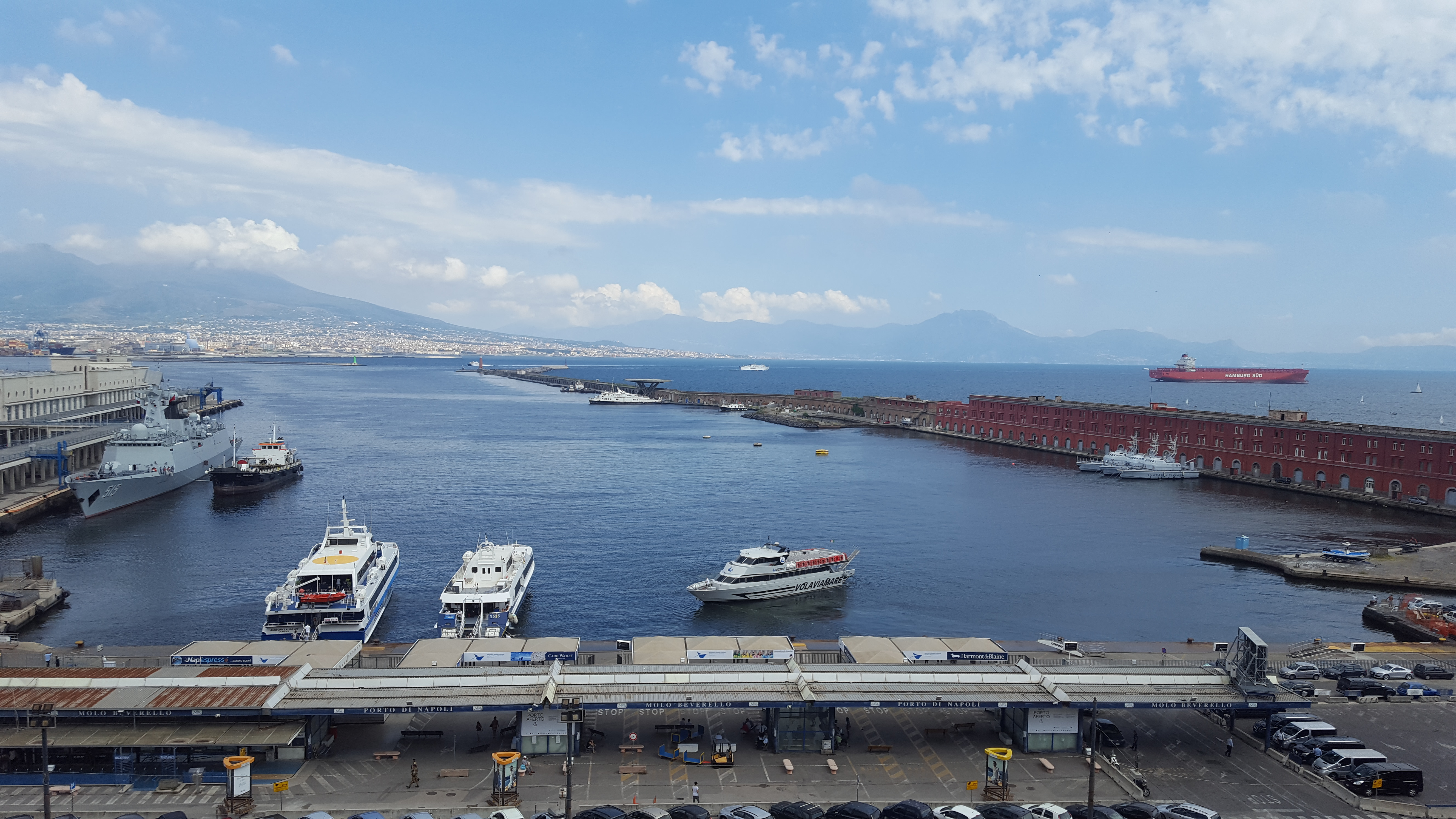
Hình ảnh ban ngày của vịnh Naples, Ý

Ngày là khoảng thời gian một hành tinh (thường là trong hệ Mặt Trời) hoàn thành một vòng quay quanh trục của nó. Ngày nay, khi nói đến ngày thì người ta thường đề cập đến ngày Trái Đất. Một ngày Trái Đất có độ dài xấp xỉ khoảng 23 giờ 56 phút (gần 24 giờ). Một ngày mặt trời là khoảng thời gian trôi qua giữa hai lần liên tiếp Mặt Trời đạt đến điểm cao nhất trên bầu trời. Ngày trên các hành tinh khác được xác định tương tự và có độ dài khác nhau do thời gian quay khác nhau, ngày sao Hỏa dài hơn một chút và đôi khi được gọi là sol.
Năm 1960, giây được định nghĩa lại theo chuyển động quỹ đạo của Trái Đất trong năm 1900, và được chỉ định làm đơn vị thời gian cơ bản của SI. Đơn vị đo "ngày", được định nghĩa là 86 400 đơn vị giây và được viết tắt thành d. Năm 1967, giây và ngày được định nghĩa lại theo thời gian chuyển đổi electron nguyên tử. Một ngày thông thương bằng 86 400 giây, thêm hoặc giảm 1 giây nhuận trong giờ Phối hợp Quốc tế, và đôi khi cộng hoặc trừ một giờ ở những vị trí có thay đổi so với quy ước giờ mùa hè.
Ngày có thể được định nghĩa là mỗi giai đoạn hai mươi bốn giờ, được tính từ nửa đêm đến nửa đêm tiếp theo, trong đó một tuần, tháng hoặc năm được chia và tương ứng với một vòng quay của Trái Đất trên trục của nó. Tuy nhiên, việc sử dụng nó phụ thuộc vào bối cảnh của nó; ví dụ, khi mọi người nói 'ngày và đêm', 'ngày' sẽ có một ý nghĩa khác: khoảng thời gian ánh sáng giữa hai đêm liên tiếp, thời gian giữa Mặt Trời mọc và Mặt Trời lặn; thời gian có ánh sáng giữa một đêm và đêm tiếp theo. Để rõ ràng khi có nghĩa là "ngày" theo nghĩa đó, từ "ban ngày " có thể được sử dụng thay thế, mặc dù ngữ cảnh và cụm từ thường làm cho ý nghĩa rõ ràng. Ngày từ cũng có thể đề cập đến một ngày trong tuần hoặc vào một ngày trong lịch, như trong câu trả lời cho câu hỏi: "Vào ngày nào?" Các nhịp cơ thể sống (nhịp sinh học) của con người và nhiều loài khác có liên quan đến ngày mặt trời của Trái Đất và chu kỳ ngày đêm.
Do lấy Mặt Trời làm quy chiếu cho ngày nên chữ Nhật (日) mang hai nghĩa là "Mặt Trời" và cả "Ngày". Tuy nhiên, ngày nay khi chỉ đến mặt trời thì từ Thái Dương (太陽) được sử dụng rộng rãi hơn; chữ Nhật hầu như chỉ dùng trong những từ cổ hoặc từ ghép chứ không đứng một mình, ví dụ như Nhật quang (ánh sáng mặt trời), Nhật nguyệt (trời và trăng), Nhật thực, Nhật báo hay Nhật san (tờ báo/tạp chí ra hàng ngày), Nhật ký (ghi chép trong ngày), Sinh nhật (ngày sinh).

## Giới thiệu

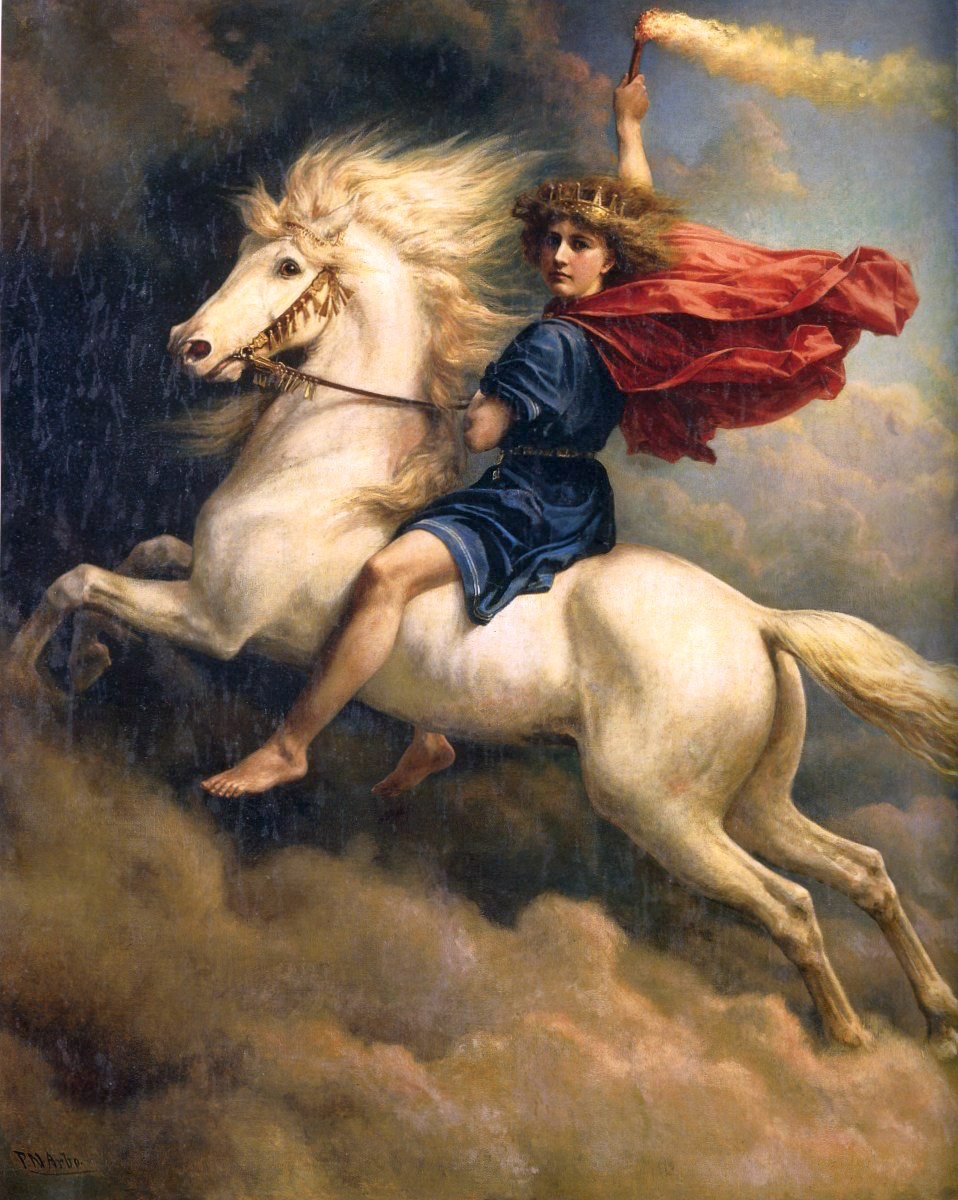
Dagr, vị thần Bắc Âu thời đó, cưỡi ngựa trong bức tranh thế kỷ 19 này của Peter Nicolai Arbo.

### Ngày mặt trời biểu kiến và ngày mặt trời trung bình
Một số định nghĩa về khái niệm con người phổ quát này được sử dụng theo bối cảnh, nhu cầu và sự thuận tiện. Ngoài ngày 24 giờ (86, 400 giây), ngày từ được sử dụng cho một số khoảng thời gian khác nhau dựa trên vòng quay của Trái Đất quanh trục của nó. Một điều quan trọng là ngày mặt trời, được định nghĩa là thời gian để Mặt Trời quay trở lại điểm cực đại (điểm cao nhất của nó trên bầu trời). Do các quỹ đạo thiên thể không hoàn toàn tròn, và do đó các vật thể di chuyển với tốc độ khác nhau ở các vị trí khác nhau trên quỹ đạo của chúng, một ngày mặt trời không cùng thời gian trong suốt năm quỹ đạo. Do Trái Đất quay quanh Mặt Trời theo hình elip khi Trái Đất quay trên một trục nghiêng, khoảng thời gian này có thể dài hơn 7,9 giây so với (hoặc ít hơn) 24 giờ. Trong những thập kỷ gần đây, độ dài trung bình của một ngày mặt trời trên Trái Đất là khoảng 86, 400,002 giây  (24.000 000 6 giờ) và hiện tại có khoảng 365.242199 ngày mặt trời trong một năm chí tuyến.
Phong tục cổ xưa coi một ngày mới bắt đầu từ lúc Mặt Trời mọc hoặc lặn trên đường chân trời địa phương (ví dụ, tính toán của Ý, là 24 giờ từ hoàng hôn, kiểu cũ). Thời điểm chính xác và khoảng thời gian giữa hai mặt trời mọc hoặc hoàng hôn phụ thuộc vào vị trí địa lý (kinh độ cũng như vĩ độ) và thời gian trong năm (như được chỉ ra bởi các đồng hồ mặt trời bán cầu cổ đại).
Một ngày ổn định hơn có thể được xác định bằng việc Mặt Trời đi qua kinh tuyến địa phương, xảy ra vào buổi trưa địa phương (đỉnh trên) hoặc nửa đêm (đỉnh dưới). Thời điểm chính xác phụ thuộc vào kinh độ địa lý và ở mức độ thấp hơn vào thời gian trong năm. Độ dài của một ngày như vậy gần như không đổi (24 giờ ± 30 giây). Đây là thời gian các đồng hồ mặt trời hiện đại chỉ ra.
Một cải tiến hơn nữa xác định một Mặt Trời trung bình hư cấu di chuyển với tốc độ không đổi dọc theo đường xích đạo thiên thể; tốc độ tương đương với tốc độ trung bình của Mặt Trời thật, nhưng điều này loại bỏ sự biến đổi trong một năm khi Trái Đất di chuyển dọc theo quỹ đạo quanh Mặt trời (do cả vận tốc và độ nghiêng dọc trục của nó).

### Ngày sao
Một ngày, được hiểu là khoảng thời gian để Trái Đất thực hiện toàn bộ một vòng quay  khi so với nền thiên thể hoặc một ngôi sao xa xôi (được coi là cố định), được gọi là ngày sao. Khoảng thời gian quay này là khoảng 4 phút ít hơn 24 giờ (23 giờ 56 phút và 4,09 giây) và có khoảng 366.2422 ngày sao trong một năm nhiệt đới trung bình (một ngày nhiều hơn so với số ngày mặt trời). Các hành tinh và mặt trăng khác có ngày sao và mặt trời có chiều dài khác nhau tính từ Trái Đất.
- Ceres: 9 giờ, 4 phút
- Sao Mộc: 9 giờ, 56 phút
- Sao Thổ: 10 giờ, 33 phút
- Sao Hải Vương: 16 giờ, 6 phút
- Sao Thiên Vương: 17 giờ, 14 phút
- Trái Đất: 23 giờ, 56 phút, 4,09 giây
- Sao Hỏa: 1 ngày, 37 phút
- Sao Diêm Vương: 6 ngày, 9 giờ
- Mặt Trăng của Trái Đất: 27 ngày, 7 giờ, 12 phút
- Sao Thủy: 58 ngày, 15 giờ, 30 phút
- Sao Kim: 243 ngày

### Ban ngày
Một ngày, theo nghĩa ban ngày được phân biệt với buổi tối, thường được định nghĩa là khoảng thời gian mà ánh sáng Mặt Trời chiếu trực tiếp xuống mặt đất, với điều kiện không có chướng ngại vật địa phương. Độ dài của thời gian ban ngày trung bình dài hơn một nửa của ngày 24 giờ một chút. Có hai hiệu ứng làm cho ban ngày trung bình dài hơn ban đêm. Mặt trời không phải là một điểm, nhưng có kích thước rõ ràng khoảng 32 phút cung. Ngoài ra, bầu khí quyển khúc xạ ánh sáng mặt trời theo cách mà một phần của nó chạm tới mặt đất ngay cả khi Mặt trời ở dưới đường chân trời khoảng 34 phút cung. Vì vậy, ánh sáng đầu tiên chạm tới mặt đất khi tâm của Mặt trời vẫn ở dưới đường chân trời khoảng 50 phút cung. Do đó, ban ngày trung bình dài khoảng 12 giờ 7 phút.